# Yoke jezik
Yoke jezik (bitovondo, jauke, pauwi, yauke, yoki; ISO 639-3: yki), jedan od dva donjomamberamskih jezika kojim govori oko 200 ljudi (1998 M. Donohue) na indonezijskom dijelu otoka Nova Gvineja, u regenciji Sarmi.
Teritorij se prostire istočno od rijeke Mamberamo, selo Mantarbori, odakle u novije vrijeme dolaze na obalno područje.

## Vanjske poveznice
- Ethnologue (14th)
- Ethnologue (15th)